# Episodi di Camp Lakebottom (seconda stagione)
| Episodio | Titolo italiano                      | Titolo originale               |
| -------- | ------------------------------------ | ------------------------------ |
| 1        | Avventure in Bottomlandia            | Adventures in Bottomland       |
| 2        | Un amico di fango                    | Golem My Way                   |
| 3        | Il Re Tato                           | S.P.U.D.S.                     |
| 4        | La Stermina-mostri                   | Monster Hunters “R” Us         |
| 5        | Partita di golf con sorpresa         | Golfadoom                      |
| 6        | Una vecchia conoscenza               | There is something about Mamba |
| 7        | L'Eclipsalipso                       | Eclipsalypso                   |
| 8        | Il colonnello Squirtz                | Apocalypse Squirt              |
| 9        | Mondo Pizza!                         | Itchy Witchy Pizza Project     |
| 10       | Il computer di Buttsquat è impazzito | Breakout From Buttvault B      |
| 11       | A confronto col paranormale          | Scare-a-Normal Activity        |
| 12       | La Festa Bestiale                    | Beast Feast                    |
| 13       | Pagliaccio pericoloso                | Big Top Terror                 |
| 14       | Emergenza melma                      | Slimal Fear                    |
| 15       | Il fantasma fifone                   | Who’s Ghouling Who?            |
| 16       | Ciak, si gira!                       | The Abominable Dr. Squatch     |
| 17       | La palude degli screzi               | Schwampbillies                 |
| 18       | Il generale fantasma                 | Remember Fort Sunnybottom      |
| 19       | Prurito a sette piedi                | Seven Foot Itch                |
| 20       | Essere McGee                         | Being McGee                    |
| 21       | Brividi a quattro ruote              | Messie Bessie                  |
| 22       | È arrivata la Tata                   | Nanny Num Nums                 |
| 23       | Una pianta misteriosa                | Pod Parents                    |
| 24       | Zombie Scout                         | Zombie Scouts                  |
| 25       | La casa stregata                     | Cabin Fever                    |
| 26       | Il desiderio                         | It's a Horrible Life           |
| 27       | Cervelli in volo                     | Bird Brains                    |
| 28       | Il vero Vincent                      | The Real Vincent               |
| 29       | La canzone da campeggio              | McCrossroads                   |
| 30       | Paperella portafortuna               | Lucky Duck                     |
| 31       | Il baco della gelosia                | When Suzis Attack              |
| 32       | L'uomo che sussurrava ai draghi      | How to Potty Train Your Dragon |
| 33       | Il singhiozzo                        | Hiccups                        |
| 34       | La paura di Squirt                   | Boogeyman Fever                |
| 35       | Il club della paura                  | Fright Club                    |
| 36       | Il campeggio leggendario             | Bottomdome                     |
| 37       | Squirt il Re alieno                  | The Day Squirt Stood Still     |
| 38       | Antigravità                          | Anti Gravity                   |
| 39       | Campane di terrore                   | Slaybells                      |
| 40       | Odore di Festa                       | Smells Like the Holidays       |
| 41       | La fine del campo                    | Last Days                      |
| 42       | Elmer il pupazzo                     | Knock on Wood                  |
| 43       | Caccia alla marmotta                 | Duh’rehka                      |
| 44       | Missione protezione ortaggi          | Chore Leave                    |
| 45       | La Regina dei Ghiacci                | Ice Queen                      |
| 46       | Agente segretissimo                  | Live and Let Squatch           |
| 47       | Il Troll dei Denti                   | Tooth Troll                    |
| 48       | Pungi e fuggi                        | Hive and Seek                  |
| 49       | Duello a colpi di lumache            | Slugfight at Bottom Gulch      |
| 50       | Il nuovo Sawyer                      | I Zomborg                      |
| 51       | Testa a testa                        | Head Two Head                  |
| 52       | L’ultimo dei Selvaggi                | The Last of the Wild           |

## Avventure in Bottomlandia
McGee cade in un fosso e laggiù trova le copie di tutti (tranne che di se stesso). Deve giocare una partita a hockey altrimenti Suzi gli taglierà la testa. Le regole sono alquanto strane: ad esempio, se colpisce il disco, deve compitare l'alfabeto al contrario e a testa in giù.
A un tratto, McGee diventa enorme e finisce fuori dal fosso, dove ritorna alle giuste proporzioni.

## Un amico di fango
McGee, con dello speciale fango forma un mini-mostro che prende vita. Scopre in seguito che con quella materia era possibile creare e controllare un golem.
Lo porta a Camp Sunnysmile per fare degli scherzi, ma quando il mostro s'innamora di Suzi, ne perde il controllo. Lei, consapevole del suo potere sul golem, gli ordina di scacciarlo.
Il mostro, rimproverato da Suzi per un ordine eseguito maldestramente (a causa di un inganno messo in atto da McGee), tornerà a dar ascolto ai Lakebottom. McGee, mosso a pietà, crea una compagna per il golem.

## Il Re Tato
Quando McGee, Gretchen e Squirt discutono con Buttsquat e Suzi su un campo di patate, essi accidentalmente disturbano il re delle patate, ovvero Re Tato (il quale ha vissuto sotto il campo di patate con le sue patate minion). Il Re fa valere la sua supremazia prendendo un’irrispettosa Suzi come sua prigioniera. Ora i campeggiatori e Buttsquat devono mettere da parte le loro differenze e concentrarsi sulla missione.

## La Stermina-mostri
Quando McGee scopre un faro inter-dimensionale, invoca un’altra Rosebud, una che non ha mai lasciato il suo lavoro da stermina-mostri. Quindi, i campeggiatori e gli istruttori devono allearsi per portare indietro la versione pericolosa e sterminatrice di Rosebud, ma prima devono capire qual è la vera Rosebud e quale la falsa!

## Partita di golf con sorpresa
Quando McGee, Gretchen e Buttsquat decidono di fare una hole-in-one simultaneamente, essi invocano Haggis MacJockstrap, un macabro montanaro che sfida i campeggiatori a golf. Se essi perdono, verranno imprigionati nell’albero del destino. I campeggiatori dovranno trovare un modo per mettere fuori gioco Haggis per non diventare radici dell’albero!

## Una vecchia conoscenza
McGee decide di rendere più interessante il profilo social di Sawyer, inserendo false informazioni. Attratta, Anna Mamba fa visita a Sawyer, scoprendo così la verità: finge di perdonarlo e gli chiede di sposarla. Durante le nozze però lo respinge.
In seguito, lei si rivela essere un serpente che si voleva vendicare di Sawyer, il quale l'aveva rinchiusa in gabbia quando era piccola.

## L'Eclipsalipso
McGee evoca involontariamente un demone della distruzione, ballando al ritmo di una musica: l'Eclipsalipso. Fortunatamente c'è un rimedio: se un bigfoot balla il medesimo ritmo, rimanderà indietro il demone. Il bigfoot Armand, prima di ballare, chiede un tè a McGee e in seguito si addormenta profondamente (nella bevanda infatti, era stata per errore versata una sostanza soporifera).
A McGee viene l'idea di muovere il corpo di Armand per farlo ballare mentre è addormentato. Il piano funziona e il demone viene scacciato.

## Il colonnello Squirtz
Tutti gli animali stanno nelle casette, dando fastidio a McGee. Questi va a lamentarsi con Squirt, che permise loro di rimanere con lui. Squirt se ne va allora in disparte, e inventa una civiltà tutta sua (in cui si fa chiamare Colonnello Squirtz). Incoraggiato da Gretch, McGee va da Squirt per scusarsi.

## Mondo Pizza!
I campeggiatori hanno nostalgia di cibo normale. Nel bosco trovano una vecchietta, venditrice di pizza. Loro non hanno denaro per pagare le consumazioni e si mettono a lavorare per lei, che li costringe a non andarsene.

## Il computer di Buttsquat è impazzito
Dopo che Suzi regala a Buttsquat un action figure che doveva regalare a McGee, esso prova a riprenderselo. Dopo, i campeggiatori vengono inseguiti dal computer di Buttsquat che deve a tutti i costi proteggere l’action figure. Però adesso i campeggiatori e Buttsquat e Suzi devono trovare un modo per disattivare il computer prima che distrugga tutto quanto!

## Al confronto col paranormale
Una conduttrice di un programma su creature paranormali, famosa per il suo coraggio, giunge a Camp Lakebottom e ne scopre i gestori, ma se ne spaventa. Intende divulgare quanto visto e filmato, ma i campeggiatori la dissuadono, minacciandola di sconfessare la sua intrepidezza.

## La Festa Bestiale
I campeggiatori fanno amicizia con un vecchio campeggiatore, Poe, che viene al campo con la speranza di trovare Lou, il suo vecchio amico per l’annuale “Festa Bestiale”. Quando Lou finalmente arriva, è diventato un enorme drago sputa fuoco.

## Pagliaccio pericoloso
McGee, Gretchen e Squirt trovano una foto di Armand travestito da clown e scoprono che è stato nel circo.
Un vecchio rivale di Armand, Dofus, si vuole vendicare di lui.

## Emergenza melma
McGee ha intenzione di organizzare “lo scherzo migliore al mondo” ma quando la melma si mischia con un’altra melma tossica diventa un’enorme melma con la missione di trasformare tutti in degli zombie di melma.

## Il fantasma fifone
Desideroso di avere un titolo importante da Gretchen, McGee invoca per sbaglio un fantasma con un carattere focoso che fa amicizia con Gretchen.

## Ciak, si gira!
I campeggiatori si sono stancati di vedere i soliti video di Sawyer, monotoni e noiosi, e ne vogliono fare uno loro, grazie alla collaborazione di Armand (il quale vuole diventare famoso), ma c'è un problema: un occhio malvagio impedisce le riprese!

## La palude degli screzi
I campeggiatori finiscono per errore in una palude e si dividono: McGee incontra un coccodrillo che vuole sbarazzarsi di una sua ex-amica, Gretchen arriverà proprio dall'ex-amica, e Squirt s'imbatterà in una rana con la quale farà amicizia.
La guerra tra il coccodrillo e la sua ex-amica sarà inevitabile e toccherà ai campeggiatori e alla rana farli riconciliare.

## Il generale fantasma
Durante una gita al forte Sunnybottom, Buttsquat sfida i campeggiatori e Sawyer a una sfida di rubabandiera. 
Ma quando lo spirito del generale ritorna nella forma di Buttsquat, il gioco diventa in una sfida mortale.

## Prurito a sette piedi
I Pidocchiosi invadono Camp Lakebottom.
Squirt fa amicizia con uno di loro, ma Gretchen lo uccide. Allora Squirt lo riporta in vita. Il Pidocchioso è però diventato malvagio ed è cresciuto fino a sette piedi.
Ora intende mangiare i capelli dei campeggiatori e dei gestori di Camp Lakebottom.

## Essere McGee
McGee e Buttsquat rompono per sbaglio un amuleto che fa scambiare il corpo alle due persone che lo spezzano e così si creano ButtGee (McGee nel corpo di Buttsquat) e McSquat (Buttsquat nel corpo di McGee). Col desiderio di distruggere Camp Lakebottom, ButtGee e McSquat fanno amicizia e 
tornano a essere ButtSquat e McGee.

## Brividi a quattro ruote
I campeggiatori costruiscono una macchina da corsa per far rivivere a Sawyer i suoi giorni di quando lui correva con Bessie. Lo spirito di Bessie, però, si impossessa di McGee e toccherà proprio a Sawyer salvarlo.

## È arrivata la Tata
Quando la Tata Gnam Gnam viene a Lakebottom per curare una Rosebud impazzita, McGee scopre che con la magia fare le pulizie è molto più divertente! Questo fino a quando la Tata assorbe tutta la loro giovinezza!

## Una pianta misteriosa
Quando i genitori di Suzi e McGee vengono a visitare Lakebottom, Suzi ha intenzione di esporre tutte le stranezze di Lakebottom.
McGee è stranamente sorpreso che i suoi genitori si trovino bene a Lakebottom, fino a quando non scopre che essi non sono i suoi veri genitori!

## Zombie Scout
I campeggiatori si allenano per diventare i Zombie Scout do Sawyer, però il loro esercizio del segnale col fumo ha invocato accidentalmente la mamma di Sawyer.

## La casa stregata
Persi nel bosco, McGee, Gretchen, Squirt e Sawyer trovano una casa inquietante abitata da uno strano custode. Poi scopriranno che in realtà quella è solo una casa stregata.

## Il desiderio
McGee scopre che cosa sarebbe stato Camp Lakebottom se lui non fosse mai esistito grazie a un genio.

## Cervelli in volo
I campeggiatori si recano su un'isola per cercare  un uccello raro.

## Il vero Vincent
Sawyer diventa ossessionato dall'arte.

## La canzone da campeggio
Quando McGee vede in sè l’out rock, Buttsquat per la miglior canzone da campeggio, lui firma un contratto con Sheba, la “Bandshee”. 
McGee adora le luci bianche dei concerti ma poi realizzerà che sarebbe la star di Sheba del suo tour bus per l’eternità…

## Paperella portafortuna
Buttsquat ruba a McGee la sua paperella portafortuna.

## Il baco della gelosia
Quando Suzi viene punta dai bachi della gelosia dagli occhi verdi, lei diventa letteralmente invidiosa e con gli occhi verdi.

## L’uomo che sussurrava ai draghi
McGee cerca di prendersi cura di un cucciolo di drago.

## Il singhiozzo
Quando le cose a Lakebottom iniziano sempre più a scomparire, i campeggiatori scoprono che è colpa del singhiozzo di McGee. 
Riuscirà McGee a smettere di singhiozzare prima che tutti i suoi amici scompaiono?

## La paura di Squirt
McGee legge un libro per aiutare Squirt a superare la sua paura da piccolo, senza sapere che ha liberato il personaggio principale della storia - l’uomo nero! 
Presto Squirt si ritroverà fra le pagine del libro nelle quali dovrà combattere la sua più grande paura o i suoi amici saranno bloccati nel libro per sempre!

## Il club della paura
I campeggiatori scoprono una torcia elettrica incantata e raccontano storie paurose su questo mostro chiamato “Lo Sgocciolatore”, una certa ombra che ha invaso Lakebottom.

## Il campeggio leggendario
“McStranger” invade un mondo post-apocalittico, dove i bottom-barbosi sono scappati dalle grinfie dei Sunny Sneers, un campo orribile governato dalla malvagia regina Suzi.

## Squirt il Re alieno
I campeggiatori trovano uno strano UFO abitato da un alieno che viene da un pianeta di cui il nome ricorda molto quello di Squirt.
I ragazzi poi dovranno proteggere Squirt dall’essere sacrificato allo “Squn” quando lui è stato accusato della perdita del leader alieno.

## Antigravità
McGee e Buttsquat litigano su chi sia il miglior capitano spaziale, mentre un verme alieno spunta dalla faccia di Buttsquat e invade la navetta.

## Campane di terrore
I campeggiatori quasi rovinano la più speciale festa mostruosa di Camp Lakebottom quando essi finiscono nella lista dei cattivi di Babbo Schifale.

## Odore di Festa
Nella Vigilia di “Schifale”, McGee dà la colpa a Squirt per aver fatto una scorreggia e così viene visitato da tre fantasmi per salvare Lakebottom da una catastrofe prima che sia troppo tardi.

## La fine del campo
Assicurando di salvare Camp Lakebottom da un campeggiatore cupo, McGee cerca di far valere Lakebottom per quanto bello possa essere. Però McGee sfida il campeggiatore a una partita a hockey. 
Il campeggiatore però è pronto per distruggere la competizione… letteralmente!

## Elmer il pupazzo
I campeggiatori trovano una valigetta nella soffitta di Sawyer, la quale contiene un pupazzo da ventriloquo. Subito dopo essi realizzano che il pupazzo può trasformare le persone in pupazzi! Ora però McGee e Gretchen dovranno fermare il burattino e salvare Squirt.

## Caccia alla marmotta
Mentre inseguendo la sua marmotta-nemesi, Sawyer viene immerso in una vasca piena di cervelli e diventa molto intelligente! Ma quando la marmotta riappare con un cervello così potente che può sprofondare Camp Lakebottom, Sawyer dovrà trovare un modo per istruzionare questo casino in fretta!

## Missione protezione ortaggi
McGee deve fare i lavori di casa di Lakebottom mentre Rosebud è alla spa. Disobbedendo gli ordini di Rosebud, McGee si dimentica di premere un grande pulsante rosso. Dopo che un piede gigante invade il campo, McGee deve trovare un modo per restaurare l’ordine a Lakebottom.

## La Regina dei Ghiacci
Quando i campeggiatori cercano di riprendere i loro oggetti rubati a Sunny Smiles, Suzi perde la memoria e ora pensa che lei è una cattiva Regina dei ghiacci con Ittibiticus come suo animale domestico.

## Agente segretissimo
I campeggiatori provano a convincere Armand a proteggere la sua nemesi di quando lui era una spia, Abomina Lafur. Ma quando lei minaccia il campo con un volatile esplosivo, toccherà ad Armand mettere in mostra il suo lato da spia!

## Il Troll dei Denti
Squirt viene catturato dal Troll dei Denti, il quale ruba il baby-dente di Squirt e che ora ha il potere di invocare tutti i denti del mondo. Ora, McGee dovrà riprendere il baby-dente di Squirt o tutti quanti rimarranno senza denti per sempre!

## Pungi e fuggi
Quando Gretchen improvvisamente si trasforma in un’Ape Regina, lei trasforma Rosebud, Sawyer e Armand in api, costringendo McGee e Squirt a uscire da questa situazione appiccicosa.

## Il nuovo Sawyer
McGee da a Sawyer un nuovo microchip ultra tecnologico che lo trasforma in uno Zomborg, il quale obbiettivo è distruggere i campeggiatori!

## Testa a testa
Suzi e Gretchen vengono unite in un sol corpo e ora si fanno chiamare Gruzi! Presto, dovranno lavorare insieme per salvare i loro amici dall’avvoltuga! (Un avvoltoio e una tartaruga).

## L’ultimo dei Selvaggi
Quando un Carnivosauro segue i campeggiatori fino al campo da una foresta, Armand deve esercitarsi a essere più selvaggio o verranno tutti mangiati!